# Klaus Siebert
Klaus Siebert (29. dubna 1955 – 24. dubna 2016) byl biatlonista z bývalé Německé demokratické republiky, medailista z mistrovství světa v biatlonu, který později dovedl jako trenér běloruskou biatlonistku Darju Domračevovou k jejím úspěchům, mj. k zlatým medailím na Zimních olympijských hrách 2014 v Soči.
V roce 1978 a 1979 zvítězil na mistrovství světa dvakrát s východoněmeckou štafetou mužů a v roce 1979 vyhrál i vytrvalostní závod. V roce 1980 získal se štafetou stříbro na Zimních olympijských hrách v Lake Placid.
Zemřel po dlouhém boji na rakovinu, několik dnů před svými 61. narozeninami.